# Hülsten

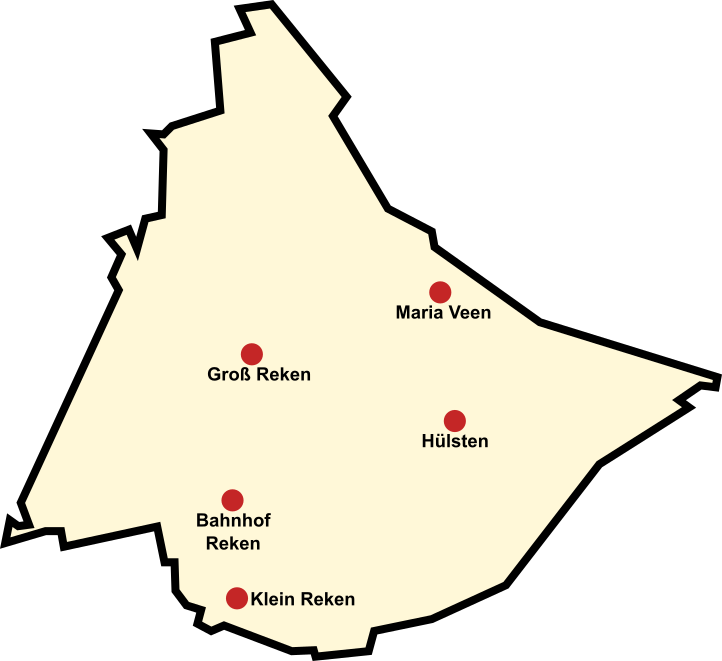
Ortsteile von Reken

 Hülsten  ist ein Ortsteil der Gemeinde Reken im westlichen Münsterland im Nordwesten von Nordrhein-Westfalen und gehört zum Kreis Borken.
Der Ort liegt südöstlich von Groß Reken. Durch den Ort fließt der Boombach. Südwestlich erstreckt sich das 0,5 ha große Naturschutzgebiet (NSG) Hülstenholter Wacholderheide und südöstlich das 2,6 ha große NSG Hülstener Wacholderheide.

## Geschichte
Hülsten war zunächst eine von drei eigenständigen Gemeinden auf dem heutigen Gebiet der Gemeinde Reken. Am 1. Juli 1969 wurde durch das Gesetz zur Neugliederung von Gemeinden des Landkreises Borken der Ort mit Klein Reken und Groß Reken zum heutigen Reken zusammengefasst.

## Sehenswürdigkeiten
- In der Liste der Baudenkmäler in Reken ist für Hülsten ein Baudenkmal aufgeführt: Das Kriegerehrenmal Hülsten (Denkmal Nr. 14; Standort: Boom / K 12) enthält die Namen der Gefallenen des 1. und des 2. Weltkriegs.
- Das Gebäude der heutigen Kapelle „Maria Königin“ wurde im Jahr 1907 erbaut und diente bis 1953 der damals noch selbständigen Gemeinde Hülsten als zweiklassige Volksschule. Seit 1955 wird das Gebäude als Kapelle benutzt und steht auch für Nachbarschaftsgottesdienste, Jubiläen, Hochzeiten und Taufen zur Verfügung.[2]